# Насер ед-Дін Шах
Насер ед-Дін-шах (16 липня 1831, Тегеран, Іран— 1 травня 1896, Тегеран, Іран) — 30-й шах Ірану в 1848—1896. Походив з азербайджанської династії Каджарів. Період його правління вважається політичним, соціальним і культурним розквітом Ірану.

## Життєпис
Почав володарювати після свого батька Мохаммед Шах Каджара. При Насер ед-Діні у Тегерані значними темпами почала розвиватися промисловість — були побудовані фабрики з виробництва кришталю, порцеляни, паперу, текстильні та зброярські заводи. За розпорядженням шаха вимостили камінням головні дороги столиці, побудовано 40 карул-хане (поліцейських дільниць) й перше училище європейського типу Дарол-фунум.
За Насера ед-Дін-шаха населення Тегерана досягло 150 тисяч осіб, місто стрімко зростало та розвивалося завдяки тому, що шах доручив розробити план його розширення. Майже 10 років пішло на побудову нових оборонних споруд навколо Тегерана. Цей час пов'язаний з діяльністю великого візира Аміра Кебіра. Завдяки цьому політичному діячеві були закладені основи сучасного державного устрою та регулярної армії, розвитку промисловості й торгівлі. За наклепом у 1852-му Насер ед-Дін наказав стратити Аміра Кебіра.
Насер ед-Дін став першим перським володарем, який відвідав Європу. Подорожі відбулися в 1871, 1873 та 1889 роках. Шах був вражений технічним розвитком Європи, що надало стимул для запровадження в Ірані багатьох західних нововведень. За Насера ед-Дін-шаха були сформовані сучасні поштова та банківська системи, побудовано першу залізницю, почали друкуватися газети. Насер ед-Дін став першим іранцем, якого сфотографували.
З другої половини XIX ст. в Іран починає проникати російський та британський капітал. Його основною формою було створення концесій, що супроводжувалося спалахами невдоволення у народі. До того ж іноземний капітал зачіпав інтереси місцевого. Пристрасті розпалювалися й у 1891 році вилилися у масовий рух за скасування тютюнової монополії, яка належала британцям. У результаті монополія була скасована.
Заразом Іран фактично за панування цього володаря перетворився у напівколонію та була розділений на сфери впливу між Російською та Британською імперіями. Іран став ареною боротьби між ними. Завдяки саме цьому вдалося зберегти формальну незалежність країни та не допустити її розчленування. Водночас продовжувалося зростання невдоволення діями Насера ед-Діна та його уряду, які допускали втручання іноземців у внутрішні справи країни. Виник заколот, в результаті якого правителя було вбито 1 травня 1896-го в місті Рей поблизу Тегерана. Успадкував владу син Насера ед-Діна — Мозаффар ед-Дін.

## Галерея

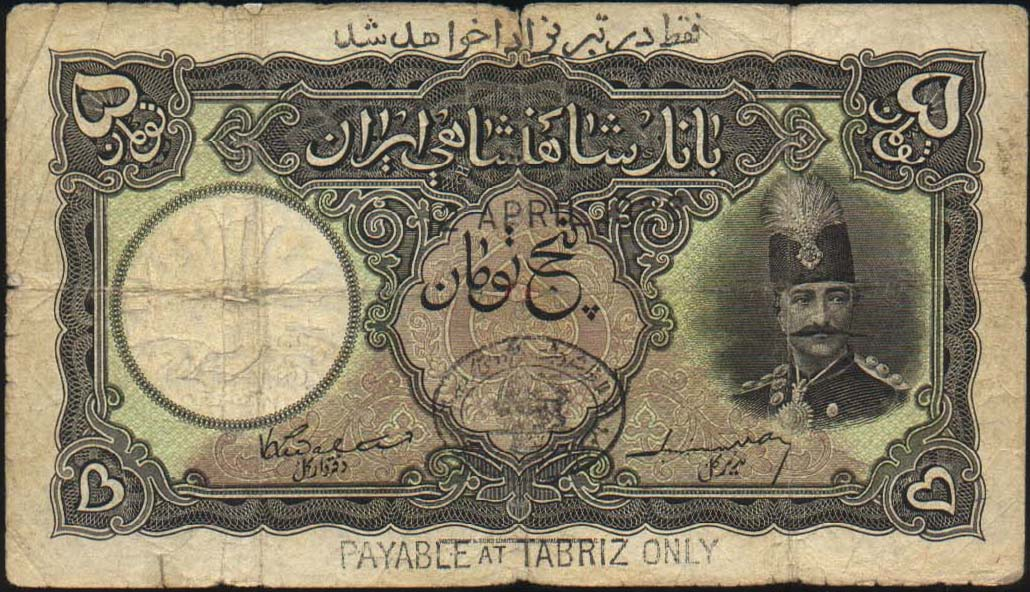
5 туманів, аверс, 1928
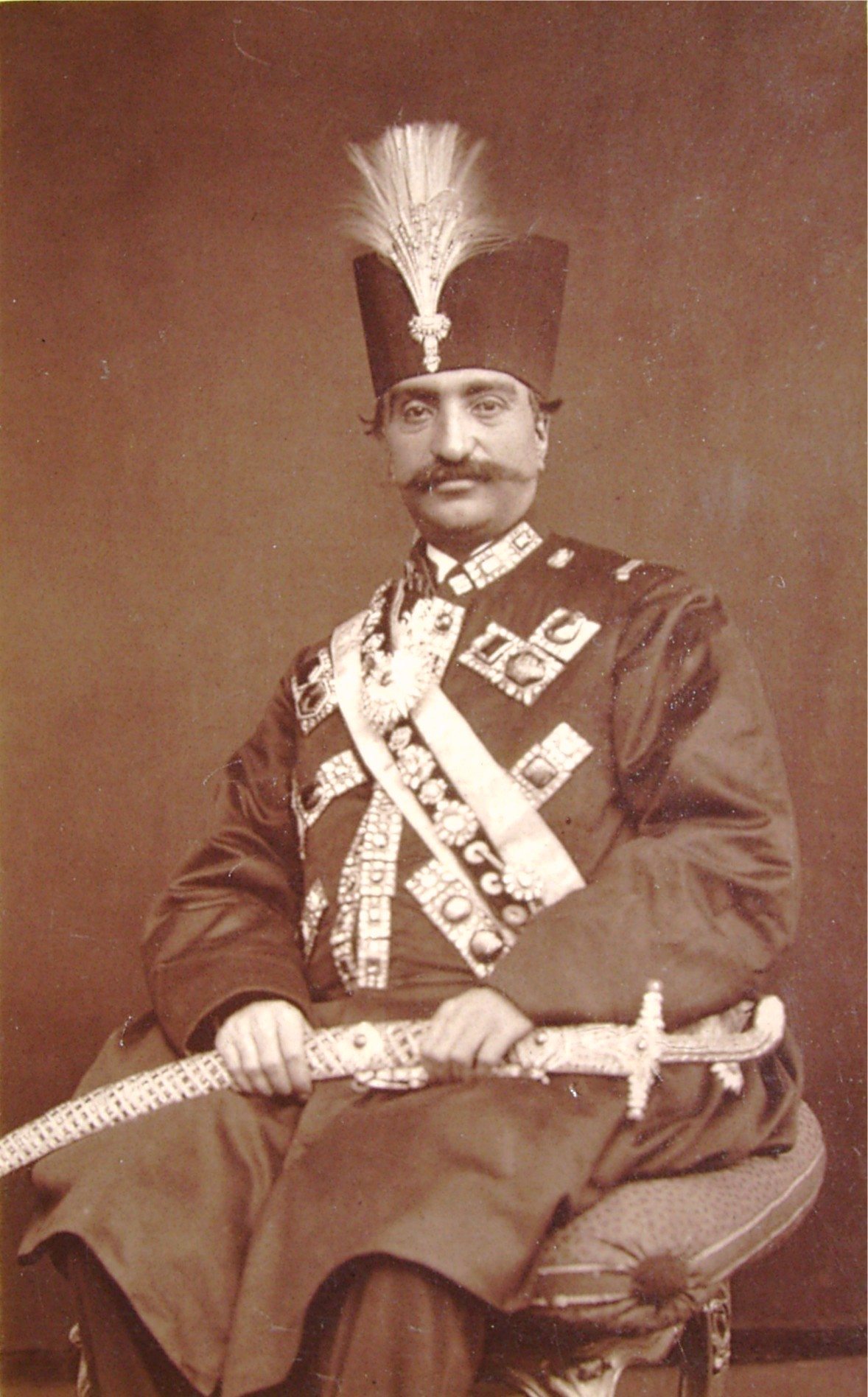
Насер ед-Дін-шах
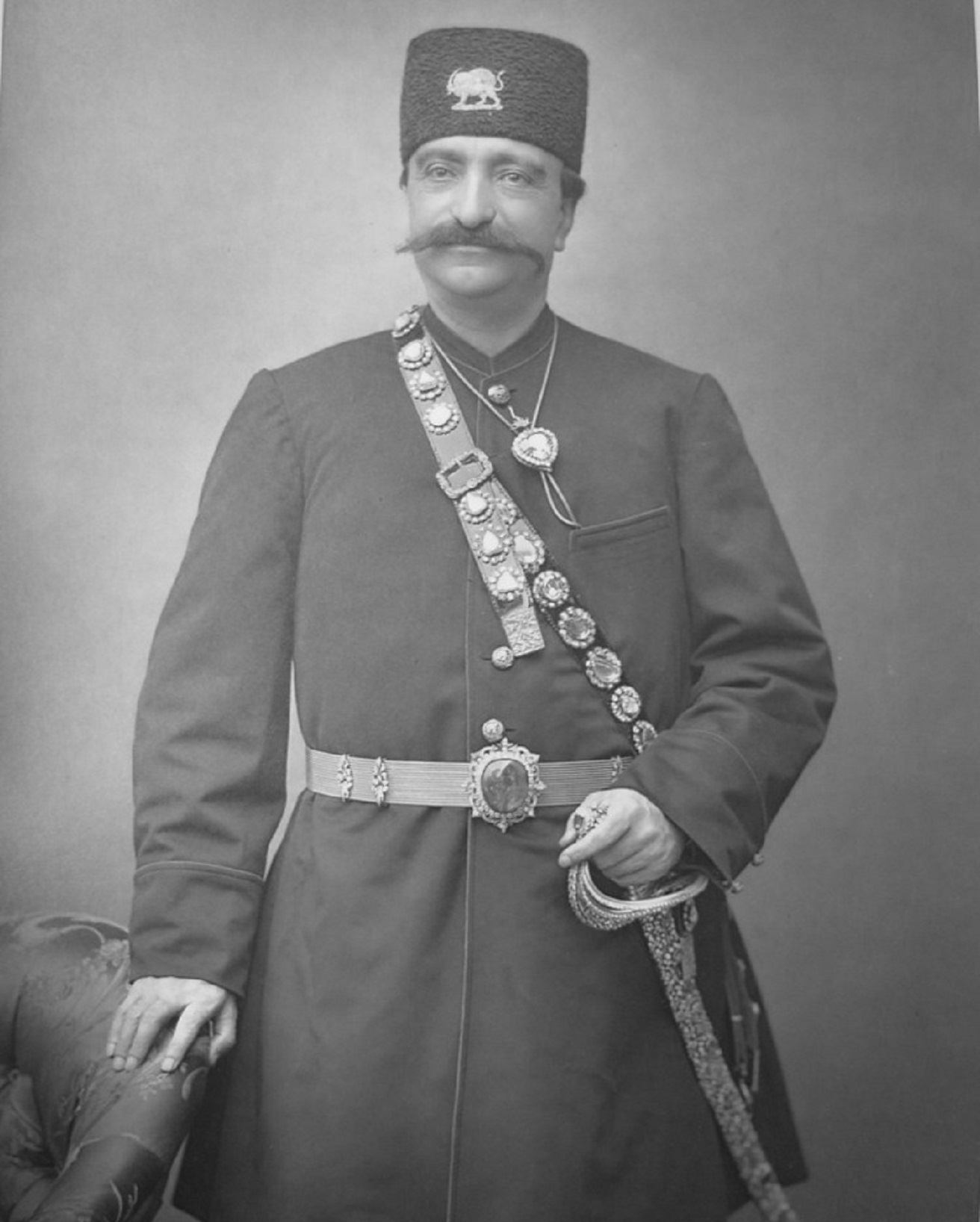
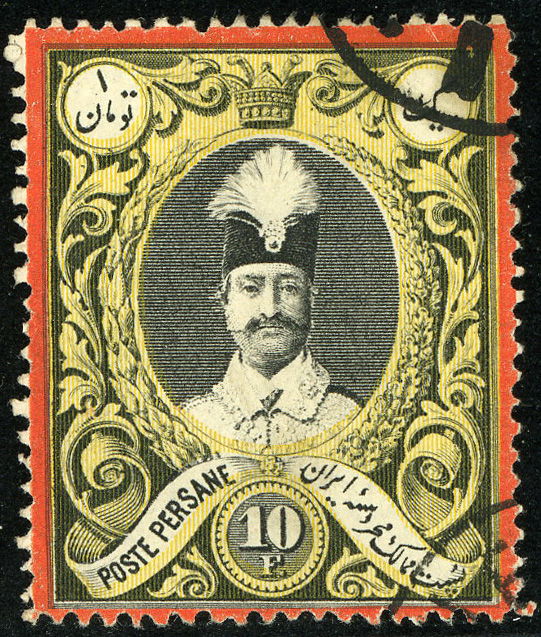
Шах на марці в 1 таман (10 франків)
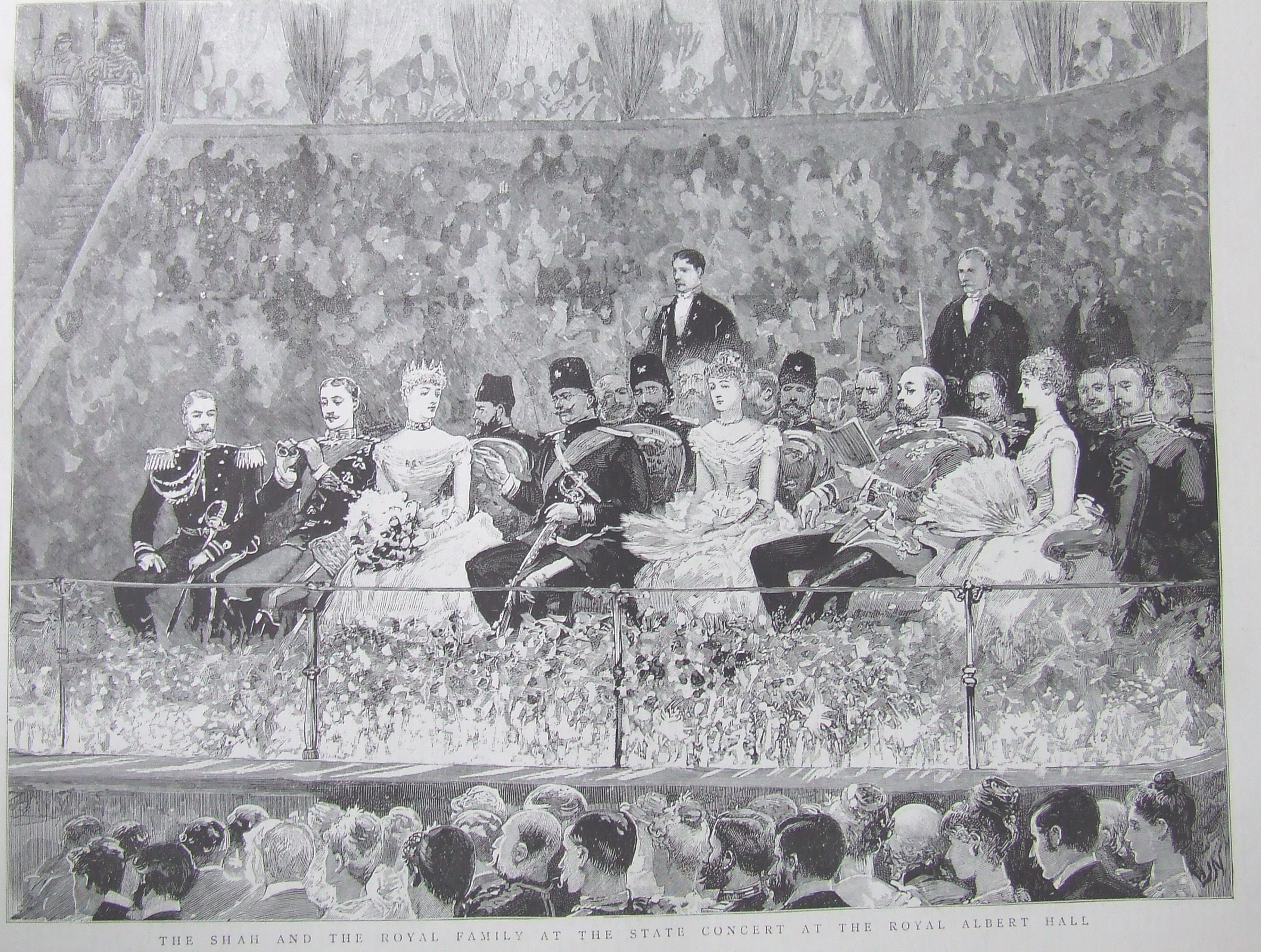
Шах протягом європейського туру, Королівський Алюберт-холл, Лондон
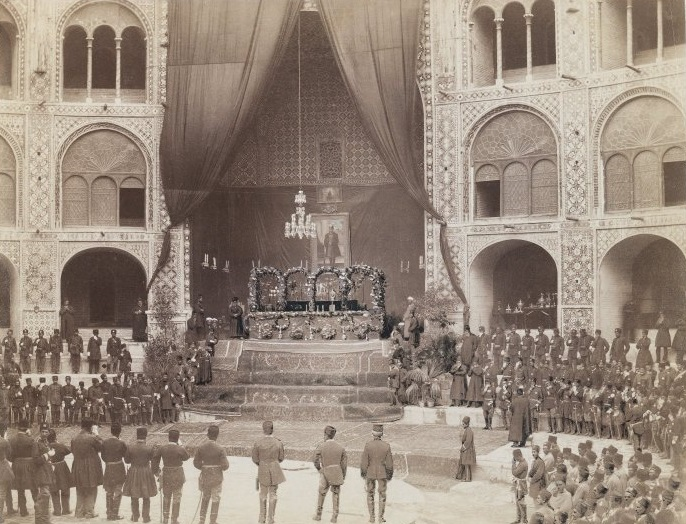
1896. Бруклінський музей
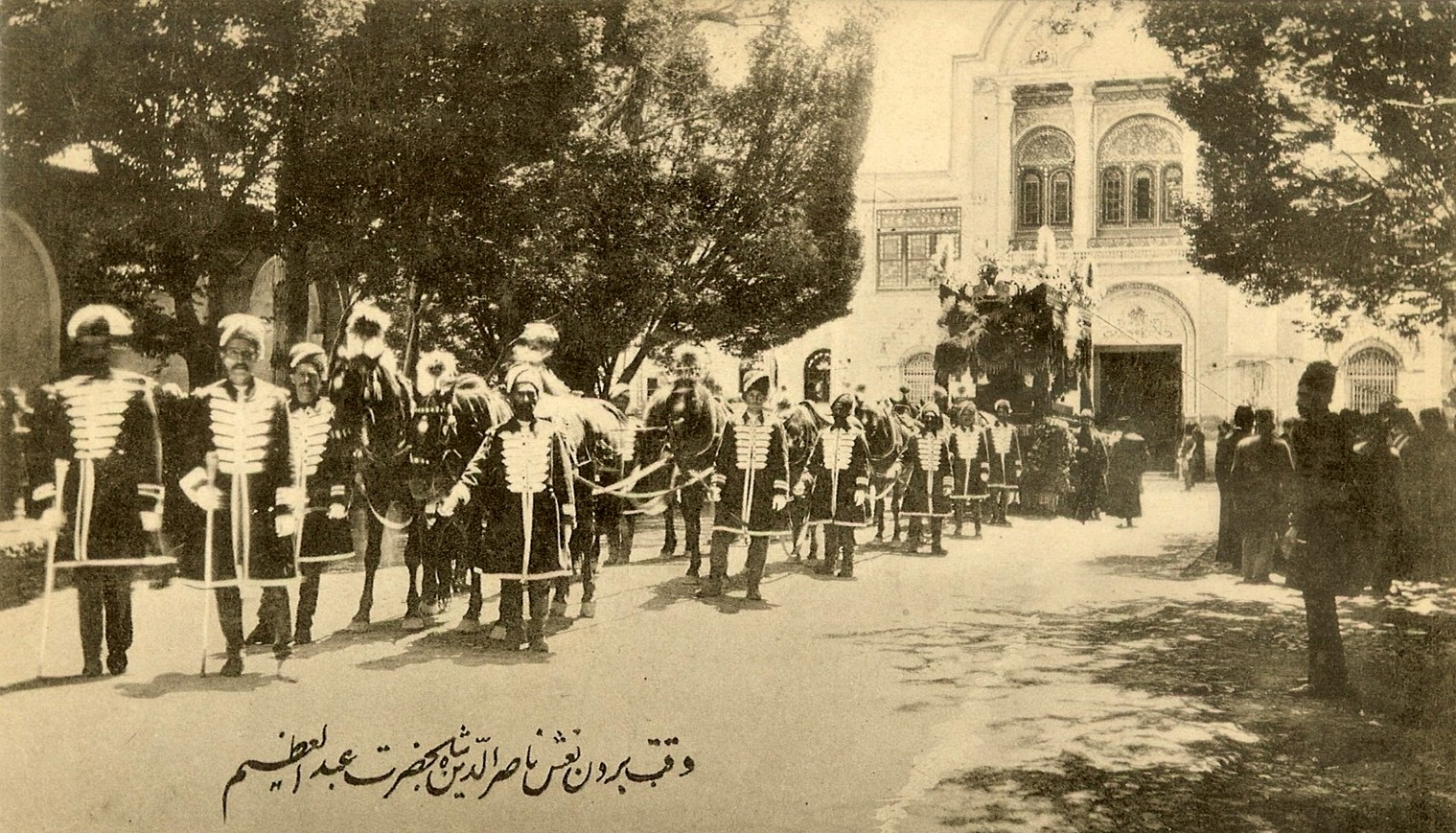
Похорони, 1896
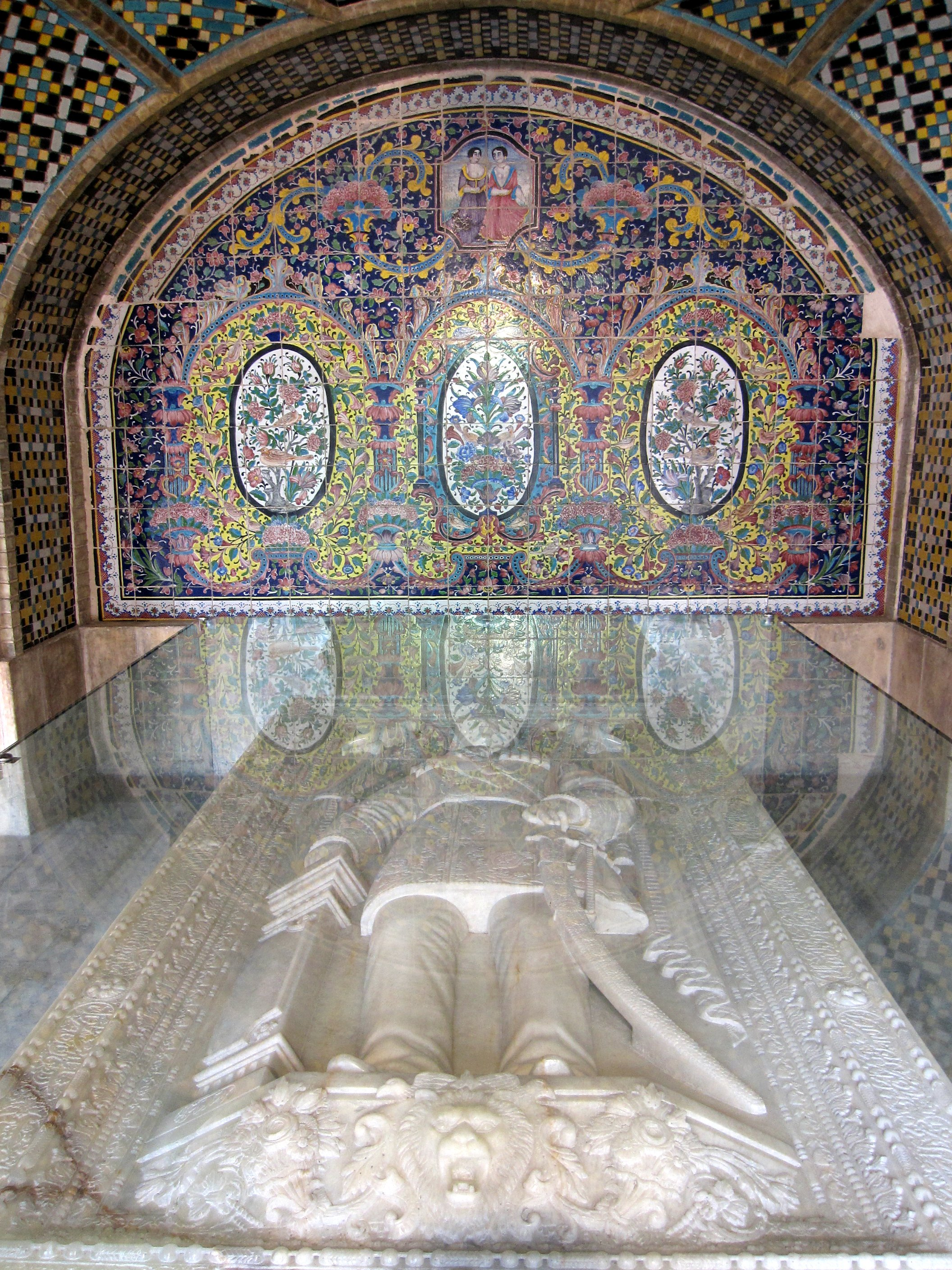
Могила, 2011
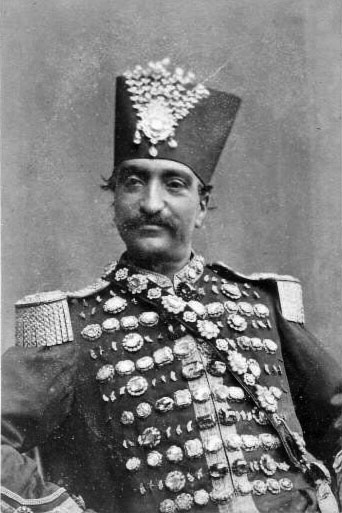
Шах в уніформі, прикрашеній діамантами зі скарбниці перських шахів. Він часто носив Деріанур
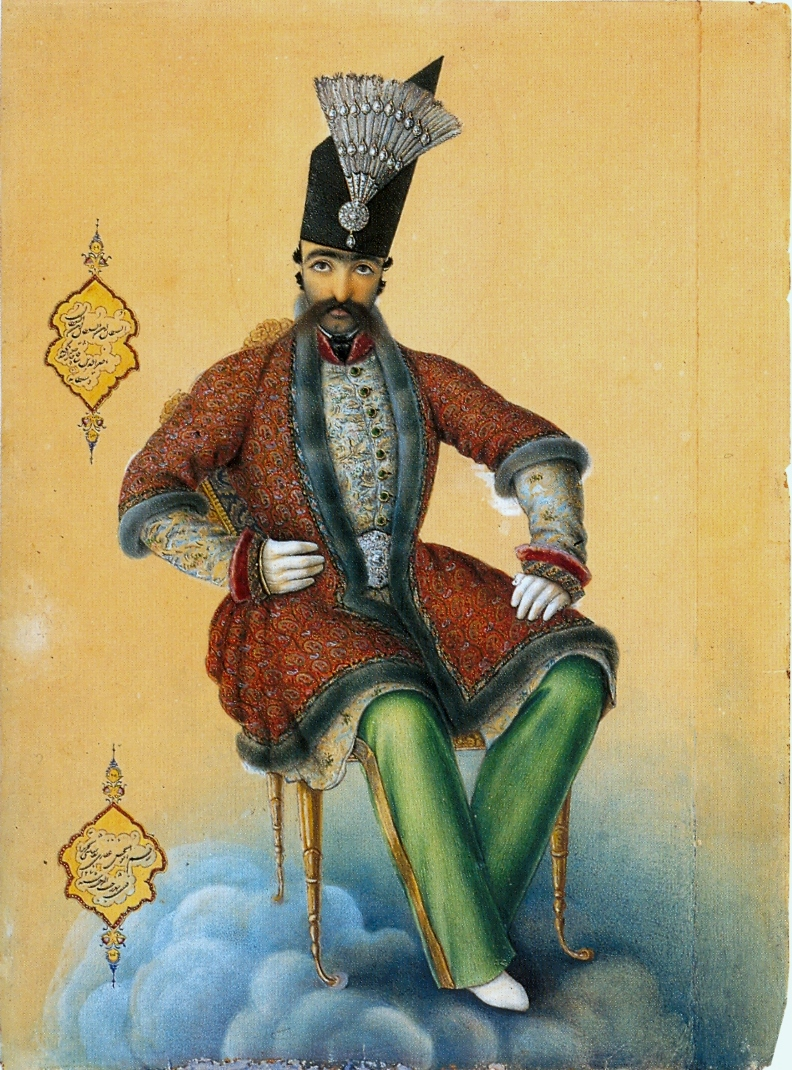
1854